# Cotronei
Cotronei község (comune) Calabria régiójában, Crotone megyében.

## Fekvése
A megye nyugati részén fekszik. Határai: Caccuri, Petilia Policastro, Roccabernarda, San Giovanni in Fiore és Taverna.

## Története
Első említése 1099-ből származik. Valószínűleg crotonei lakosok alapították, mint arra neve is utal. 

## Népessége
A népesség számának alakulása:

## Főbb látnivalói
- San Nicola dei Latini-templom